# لاما دي بيلينيي
لاما دي بيلينيي (بالإيطالية: Lama dei Peligni)‏ هي بلدية في مقاطعة كييتي في إقليم أبروتسو الإيطالي.

## السكان
في سنة 1861 بلغ عدد السكان 3٬011 نسمة، وتطور العدد ليصل في سنة 2011 لـ 1٬364 نسمة.
يظهر هذا المخطط البياني تطور النمو السكاني لـ لاما دي بيلينيي